# Настасьино (Можайский район)
Настасьино — деревня в сельском поселении Клементьевское Можайского района Московской области. До реформы 2006 года относилась к Клементьевскому сельскому округу. Численность постоянного населения по Всероссийской переписи 2010 года — 90 человек.
Деревня расположена на северо-востоке района, у границы с Рузским, примерно в 21 км к северо-западу от Можайска, на правом берегу речки Березовка (правый приток реки Пожня), высота над уровнем моря 183 м. Ближайшие населённые пункты — Маклаково на востоке и Ерденьево на севере.